# أسل نيبالي
أسل نيبالي (الاسم العلمي: Juncus nepalicus) نوع نباتي يتبع جنس الأسل وينتمي إلى الفصيلة الأسلية.